# Nick Simper
Nicholas John Simper (* 3. listopadu 1945 Norwood Green, Southall, Middlesex, Anglie) je baskytarista, známý jako zakládající člen rockové skupiny Deep Purple.

## Biografie
Před založením Deep Purple v roce 1968, hrál Simper v několika hudebních skupinách jako The Renegades (1960-61), The Delta Five (1961-63), Some Other Guys (1963-64), Buddy Britten & The Regents, později přejmenované na Simon Raven Cult (1964-66) a Johnny Kidd & The Pirates. Po několika měsících se Kidd a Simper stali účastníky automobilové nehody, ve které Kidd přišel o život. Po své rekonvalescenci Simper znovuaktivoval The Pirates (1966-67) než se připojil ke Garden, doprovodné skupině pro skupinu The Flower Pot Men (1967-68), kde hrál společně s Jone Lordem. Krátce též působil ve skupině Lord Sutch's Savages, v níž byl předtím členem i Ritchie Blackmore.
Simper byl vyhozen z Deep Purple v polovině roku 1969. Po svém odchodu krátce spolupracoval s Marshou Huntovou (zpěvačkou a spisovatelkou) než založil svou vlastní skupinu Warhorse, která nahrála dvě alba u hudebního vydavatelství Vertigo.

## Diskografie

### s Johnny Kidd & The Pirates
- 1970 The Johnny Kid Memorial Album (France)
- 1978 The Best Of Johnny Kid & The Pirates
- 1983 Rarities
- 1990 The Classic & Rare

### s Deep Purple
- 1968 Shades of Deep Purple (Re-mastered ed.: 2000)
- 1968 The Book of Taliesyn (Re-mastered ed.: 2000)
- 1969 Deep Purple (Re-mastered ed.: 2000)
- 2002 Inglewood - Live in California (Re-release: 2009)
- 2004 The Early Years

### s Warhorse
- 1970 Warhorse
- 1972 Red Sea

### s Flying Fox
- 1982 Flying Fox (ltd. ed. cassette)

### s Nick Simper's Fandango
- 1979 Slipstreaming (Germany: Shark Records INT 148.503 / UK: Gull Records GULP 1033)
- 1980 Future Times (Germany: Shark Records INT 148.506)
- 1982 Just Another Day/Wish I'd Never Woke Up (UK SP: Paro Records Paro-S4)
- 1993 The Deep Purple Family Album (UK CD 1993: Connoisseur RP VSOP CD 187) ("The Stallion")
- 1994 Slipstreaming / Future Times (UK 2CD: RPM Records RPM-125)
- 1999 Slipstreaming / Future Times (UK 2CD: Angel Air SJPCD 041) (incl. bonus tracks)

### s Quatermass II
- 1997 Long Road (UK: Thunderbird CSA 108 / Japan: PCCY-01156)

### s The Good Old Boys
- 2005 Live At The Horns (CD+DVD) (unofficial release)
- 2007 We Can't Do This When We're Dead - Rock n' Roll!!! (DVD) (unofficial release)
- 2009 Live At The Deep Purple Convention (UK: Wymer Records TSA1001)

### s Nasty Habits (Deep Purple Mk1 Songbook)
- 2009 The Austrian Tapes - Live At The Orpheum Graz (DVD) (unofficial release)
- 2009 The Austrian Tapes - Live At The Reigen (DVD) (unofficial release)

### Pohostinská vystoupení
- 1972 Hands Of Jack The Ripper (Screaming Lord Sutch & Heavy Friends)
- 1983 Roscoe Rocks Again (Roscoe Gordon)
- 2003 Rag Moppin' (Wee Willie Harris & the Alabama Slammers)
- 2007 Carlo Little Night Of Honour (DVD)
- 2008 White Horses of Lyme Bay (CD EP)
- 2009 Never Stop Rockin' (Carlo Little All Stars)

## Filmy televizní vystoupení
- 1991 Deep Purple - Heavy Metal Pioneers (Warner Music)
- 1995 Rock Family Trees - Deep Purple (BBC)
- 1999 Swinging London (WDR)
- 2008 Guitar Gods - Ritchie Blackmore (DVD)